# فيرنون هاندلي
فيرنون هاندلي (بالإنجليزية: Vernon Handley)‏ هو موزع بريطاني، ولد في 11 نوفمبر 1930 في منطقة أنفيلد في المملكة المتحدة، وتوفي في 10 سبتمبر 2008 في مونموث في المملكة المتحدة.

## وصلات خارجية
- فيرنون هاندلي على موقع IMDb (الإنجليزية)
- فيرنون هاندلي على موقع ميوزك برينز (الإنجليزية)
- فيرنون هاندلي على موقع أول ميوزيك (الإنجليزية)
- فيرنون هاندلي على موقع ديسكوغز (الإنجليزية)